# بخش مرکزی شهرستان قزوین
بخش مرکزی شهرستان قزوین یکی از بخش‌های شهرستان قزوین در استان قزوین ایران است. فارس‌ها، آذری‌ها و تات‌ها اکثریت جمعیت بخش مرکزی شهرستان قزوین هستند.

## تقسیمات کشوری
- بخش مرکزی شهرستان قزوین
  - دهستان اقبال شرقی
  - دهستان اقبال غربی

شهرها: قزوین، اقبالیه و محمودآباد نمونه.

## جمعیت
بنابر سرشماری مرکز آمار ایران، جمعیت بخش مرکزی شهرستان قزوین در سال ۱۳۸۵ برابر با ۴۷۶۷۱۶ نفر بوده‌است.